# Charles Colson
Charles Wendell "Chuck" Colson (Boston, 16 de outubro de 1931 – Fairfax, 21 de abril de 2012) foi um escritor, jurista, ativista, político e o conselheiro chefe do presidente norte-americano Richard Nixon entre 1969 e 1973. Investigações sobre seu envolvimento no caso Watergate, criaram uma grave crise política. Iniciou-se então, um processo de impeachment contra o Presidente Nixon, que acabou renunciando.
Alguns meses mais tarde, Charles Colson foi preso e condenado a três anos de prisão federal após confessar seu envolvimento em obstrução de justiça no escândalo Watergate. Neste intervalo, converteu-se ao cristianismo e mudou radicalmente sua vida. Após sete meses de prisão, Colson sai em condicional e passa a se dedicar a promover assistência social e espiritual a presidiários, fundando a organização Prison Fellowship International.
A organização auxilia presidiários, ex-presidiários, através de programas de capacitação vocacional, educacional e espiritual que facilitem  reintrodução na sociedade diminuindo os índices de reincidência. Também possui programas de apoio aos familiares de presos e às vítimas e famílias afetadas por crimes.
Em 1976, publicou sua autobiografia, "Born Again", que vendeu milhões de cópias. Em 1993, Colson conquistou o prêmio Templeton.

## Livros publicados

### Em português
- E agora como viveremos? (1999)
- O cristão na cultura de hoje. (2001)

### Em inglês
| Ano  | Título                                                                                                   | Editora              | ISBN                   |
| ---- | --- | -------------------- | ---------------------- |
| 1976 | Born Again                                                                                               | Chosen Books         | ISBN 978-0-8007-9459-0 |
| 1979 | Life Sentence                                                                                            | Chosen Books         | ISBN 0-8007-8668-8     |
| 1983 | Loving God                                                                                               | HarperPaperbacks     | ISBN 0-310-47030-7     |
| 1987 | Kingdoms in Conflict (com Ellen Santilli Vaughn)                                                         | William Morrow & Co  | ISBN 0-688-07349-2     |
| 1989 | Against the Night: Living in the New Dark Ages (com Ellen Santilli Vaughn)                               | Servant Publications | ISBN 0-89283-309-2     |
| 1990 | The God of Stones and Spiders                                                                            | Crossway Books       | ISBN 978-0891075714    |
| 1991 | Why America Doesn't Work (com Jack Eckerd)                                                               | Word Publishing      | ISBN 0-8499-0873-6     |
| 1993 | The Body: Being Light in Darkness (com Ellen Santilli Vaughn)                                            | Word Books           | ISBN 0-85009-603-0     |
| 1993 | A Dance with Deception: Revealing the truth behind the headlines                                         | Word Publishing      | ISBN 0-8499-1057-9     |
| 1995 | Evangelicals and Catholics Together: Toward a Common Mission(co-editado com Richard John Neuhaus)        | Thomas Nelson        | ISBN 0-8499-3860-0     |
| 1995 | Gideon's Torch                                                                                           | Word Publishing      | ISBN 0-8499-1146-X     |
| 1996 | Being The Body (com Ellen Santilli Vaughn)                                                               | Thomas Nelson        | ISBN 0-8499-1752-2     |
| 1997 | Loving God                                                                                               | Zondervan            | ISBN 0-310-21914-0     |
| 1998 | Burden of Truth: Defending the Truth in an Age of Unbelief                                               | Tyndale House        | ISBN 0-8423-3475-0     |
| 1999 | How Now Shall We Live (com Nancy Pearcey and Harold Fickett)                                             | Tyndale House        | ISBN 0-8423-1808-9     |
| 2001 | Justice That Restores                                                                                    | Tyndale House        | ISBN 0-8423-5245-7     |
| 2004 | The Design Revolution: Answering the Toughest QuestionsAbout Intelligent Design (com William A. Dembski) | Inter Varsity Press  | ISBN 0-8308-2375-1     |
| 2005 | The Good Life(com Harold Fickett)                                                                        | Tyndale House        | ISBN 0-8423-7749-2     |
| 2007 | God and Government                                                                                       | Zondervan            | ISBN 978-0-310-27764-4 |
| 2008 | The Faith(com Harold Fickett)                                                                            | Zondervan            | ISBN 978-0-310-27603-6 |
| 2011 | The Sky Is Not Falling: Living Fearlessly in These Turbulent Times                                       | Worthy Publishing    | ISBN 978-1-936034-54-3 |

(Alguns desses ISBNs são para edições recentes dos livros mais antigos.)